# Лепси (річка)
Лепси́ (каз. Лепсі) — річка у Казахстані, третя за повноводністю у країні після річок Ілі та Каратал. Протікає головним чином зі сходу на захід теренами Алакольського, Аксуського і Саркандського районів Алматинської області. Належить до безстічного Балхаш-Алакольського басейну. Довжина цієї водної артерії становить 417—418 км. Площа басейну Лепси за різними підрахунками складає від 8100 до 9400 км².

## Географія
Існують два погляди стосовно місця розташування витоку Лепси. За одним припущенням, вона починається у льодовиках північного схилу Джунгарського Алатау, в місці злиття з річкою Пікетною. Тече униз вузькою долиною, обмеженою зі сходу Тентецьким, а з заходу — Басканським відрогами, де приймає першу велику притоку Агиникатти. За іншим припущенням, Лепси утворюється трохи нижче, безпосередньо у місці злиття річок Агиникатти і Саримсакти, які забезпечують, відповідно, 60 % і 40 % її стоку в цій місцевості. Ці водотоки розділені Лепсинським відрогом, місце їх злиття знаходиться на висоті 944,9 м і утворює ущелину, знану серед туристів під назвою Щоки.
Від цієї точки Лепси прямує Лепсинським каньйоном завдовжки 23 км, далі через Каргалинські ворота вступає до Каргалинського каньйону, після якого на короткому відтинку тече відкритою долиною, а потім проходить через Черкаську ущелину. Біля села Койлик її течію перекриває гребля Антоновської ГЕС. Нижче гідроелектростанції річище Лепси стрімко ширшає. Перетнувши сухі рівнини Семиріччя, вона впадає в східну частину озера Балхаш. Біля Кольбая від Лепси відгалужується рукав Тесіпагин, який знов з'єднується з основним річищем через 34 км. Окрім Агиникатти, Саримсакти, Чорна ще однією значною притокою Лепси був Баскан (з лівого боку), але у XXI сторіччі його стік значною мірою витрачається зрошувальними системами.

## Опис
Живлення Лепси мішане. У верхів'ях її стік забезпечують переважно талі води льодовиків, у середній і нижній течії значну роль відіграють ґрунтові води й атмосферні опади. В басейні Лепси знаходяться 144 льодовики загальною площею 189,6 км², з них 66 загальною площею 90,5 км² безпосередньо живлять цю річку. Такі особливості живлення накладають відбиток на зовнішній вигляд річки, хімізм її води і гідрологічний режим. У верхів'ях вона є типово гірським водотоком: має вузьку, нерозроблену долину, вирізняється стрімкою бурхливою течією, дуже м'якою і прозорою водою. На відрізку річища від Лепсинського каньйону до Черкаської ущелини рельєф її дна складний, тут описані 6 бистрин і 4 пороги. На рівнинах Семиріччя Лепси помітно уповільнюється, тут її річище розділяється на протоки, утворюючи численні острови, а вода робиться каламутною через високий вміст алювію. Винесений водою матеріал утворює коротку косу в гирлі річки. Витрати води за 12 км від гирла складають 21,6 м³/с, а біля села Койлик — 24,9 м³/с.
Режиму Лепси притаманні два паводкових піки. Весняний триває з середини березня до другої половини квітня, він обумовлений таненням снігового покриву по всій площі басейну. Початок літнього піку припадає на період із середини травня до середини червня, його спричинює танення льодовиків у верхів'ях. Бурхливий підйом рівня річки на початку літнього піку триває в середньому 15—20 днів, потім до кінця серпня йому на зміну приходять декілька менших паводків. Добові коливання рівня води не перевищують 400 мм, річні можуть сягати 2400 мм. Замерзає Лепси в листопаді (у нижній течії в грудні), скресає у березні.

## Значення
Ландшафти долини Лепси у верхів'ях типово гірські, де вузькі лісисті ущелини чергуються з невеликими широкими долинами, вкритими луками. У середній та нижній течії ландшафти рівнинні. По всій довжині річки на її берегах переважають ліси, у низов'ях є зарості чагарників, на сухих рівнинах подекуди трапляються дюни. Околиці річки багаті медоносами і дичиною. З рідкісних представників фауни, занесених до Червоної книги Казахстану, тут спостерігали гніздування чорних лелек і серподзьобів.
На її берегах розташовані такі населені пункти як Лепсі, Каргали, Єшкіолмес, Актума, Черкаськ, Лепси, Карабогет, Кокжиде, Шубартубек, Ульга, село імені Мукана Тулебаєва. Води Лепси використовують жителі цих поселень для комунальних потреб, зрошення, сплаву лісу. Крім Антоновської ГЕС режим річки регулює спеціальний канал Лепси. В багатьох місцях через річку перекинуті невеликі мости, які сполучають автомобільні дороги місцевого значення. З великих шляхів її перетинають шосе А-350 і А-354. На берегах Лепси процвітає лісівництво і бджільництво.
Верхів'я Лепси приваблюють туристів. Для сплаву вона придатна, коли в ній високий рівень води, тобто у квітні — травні. Зазвичай сплавляються по ній на катамаранах або каяках, на річці налічують до 45 перешкод, включно із порогами 2—4-ї категорії складності. Саму Лепси відносять до 4-ї категорії складності. Її верхів'я входять до складу Жонгар-Алатауського національного парку.